# Магарето
„Магарето“ е български игрален филм от 1960 година на режисьора Виктор Петков.

## Актьорски състав
Не е налична информация за актьорския състав.